# Rochesson
Rochesson är en kommun i departementet Vosges i regionen Grand Est (tidigare regionen Lorraine) i nordöstra Frankrike. Kommunen ligger i kantonen Saulxures-sur-Moselotte som tillhör arrondissementet Épinal. År 2022 hade Rochesson 676 invånare.

## Befolkningsutveckling
Antalet invånare i kommunen Rochesson
| Referens: INSEE |